# Réseau canadien anti-haine
Pour les articles homonymes, voir Cahn.
Le Réseau canadien anti-haine (RCAH), en anglais : Canadian Anti-Hate Network (CAHN), est un organisme canadien sans but lucratif qui surveille les groupes haineux, les groupes d'extrême droite et les crimes haineux au Canada,,,. Il a été formé en 2018 à Toronto, en Ontario, par plus d'une quinzaine de journalistes, de dirigeants communautaires, d'universitaires et d'experts juridiques et reçoit un financement du gouvernement du Canada. Le Réseau canadien anti-haine fournit des informations aux journalistes et aux médias, aux chercheurs, aux forces de l'ordre, aux décideurs et aux organisations communautaires, . L'organisation s'inspire du Southern Poverty Law Center (SPLC) américain et bénéficie de son soutien,.

## Historique
Dans sa première déclaration publique en 2018, le RCAH a demandé que des accusations criminelles soient portées contre le consultant en informatique et néonazi montréalais Gabriel Sohier Chaput, qui se présente sous le pseudonyme de Charles Zeiger.
Le 1er novembre 2020, Chris Vanderweide, connu sous le nom de Helmet Guy pour avoir participé à des violences lors de la Pride Hamilton (en) de 2019 (un événement LGBTQ), a été arrêté par la police régionale de York et accusé d'avoir proféré des menaces contre le président du Réseau canadien anti-haine, Bernie Farber, et du directeur exécutif du RCAH, Evan Balgord, dans un groupe privé sur Facebook,. Avant de contacter la police de la municipalité régionale d'York, le Réseau canadien anti-haine avait contacté le service de police de Hamilton au sujet des menaces, mais celui-ci avait refusé d'enquêter sur les menaces en raison de leur formulation,. Par la suite, le RCAH a demandé une enquête interne sur le service de police de Hamilton et a demandé au maire de Hamilton, Fred Eisenberger, d'examiner pourquoi les menaces n'ont pas fait l'objet d'une enquête plus approfondie. En réponse, l'agent Jerome Stewart a déclaré que « l'affaire est devant le système judiciaire de la région de York et que, par conséquent, la police de Hamilton ne fournira aucun commentaire pour le moment ».
Au lendemain (en) de l'assaut du Capitole par des partisans de Donald Trump en 2021, une équipe du Réseau canadien anti-haine a tenté d'identifier trois personnes vues lors de l'émeute, dont l'une tenait un drapeau canadien.
Le 15 avril 2021, le Réseau canadien anti-haine a déposé une plainte auprès du Barreau de l'Ontario contre l'avocat criminaliste Colin A. Browne pour avoir récité le serment de l'organisation d'extrême droite Proud Boys dans une vidéo publiée sur Telegram.
Dans une interview accordée le 9 septembre 2021 à CTV News, la directrice adjointe du Réseau canadien anti-haine, Elizabeth Simons, a décrit les personnes au cœur des manifestations associées à la COVID-19 au Canada (en), y compris les manifestants contre le couvre-feu, contre les masques de protection et contre les vaccins, comme faisant partie d'un mouvement d'extrême droite, antidémocratique et pro-insurrectionnel qui a des opinions extrêmes sur plusieurs questions.